# Obrež Zelinski
Obrež Zelinski je naseljeno mjesto u Republici Hrvatskoj u Zagrebačkoj županiji. 

## Zemljopis
Administrativno je u sastavu grada Svetog Ivana Zeline. Naselje se proteže na površini od 4,62 km². 

## Stanovništvo
Prema popisu stanovništva iz 2001. godine u Obrežu Zelinskom živi 65 stanovnika i to u 19 kućanstava. Gustoća naseljenosti iznosi 14,07 st./km².
| broj stanovnika | 148   | 204   | 200   | 234   | 126   | 133   | 120   | 113   | 106   | 102   | 84    | 81    | 81    | 59    | 65    | 64    | 61    |
|                 | 1857. | 1869. | 1880. | 1890. | 1900. | 1910. | 1921. | 1931. | 1948. | 1953. | 1961. | 1971. | 1981. | 1991. | 2001. | 2011. | 2021. |